# Live Over Europe 2007
Live Over Europe 2007 är ett livealbum av Genesis, inspelat under gruppens återföreningsturné, Turn It On Again: The Tour, i Europa under sommaren 2007. Det gavs ut i november 2007.
Trots framgångarna med turnén sålde albumet inte speciellt bra. Det nådde som bäst 51:a plats på den brittiska albumlistan.

## Låtlista

### Skiva ett
1. "Duke's Intro" (Tony Banks/Phil Collins/Mike Rutherford) - 3:48
2. "Turn It on Again" (Tony Banks/Phil Collins/Mike Rutherford) - 4:26
3. "No Son of Mine" (Tony Banks/Phil Collins/Mike Rutherford) - 6:57
4. "Land of Confusion" (Tony Banks/Phil Collins/Mike Rutherford) - 5:11
5. "In the Cage" (Tony Banks/Phil Collins/Peter Gabriel/Steve Hackett/Mike Rutherford) - 13:30
6. "Afterglow" (Tony Banks) - 4:27
7. "Hold on My Heart" (Tony Banks/Phil Collins/Mike Rutherford) - 5:58
8. "Home by the Sea" (Tony Banks/Phil Collins/Mike Rutherford) - 11:58
9. "Follow You, Follow Me" (Tony Banks/Phil Collins/Mike Rutherford) - 4:19
10. "Firth of Fifth" (Tony Banks/Phil Collins/Peter Gabriel/Steve Hackett/Mike Rutherford) - 4:39
11. "I Know What I Like (In Your Wardrobe)" (Tony Banks/Phil Collins/Peter Gabriel/Steve Hackett/Mike Rutherford) - 6:45

### Skiva två
1. "Mama" (Tony Banks/Phil Collins/Mike Rutherford) - 6:57
2. "Ripples" (Tony Banks/Mike Rutherford) - 7:57
3. "Throwing It All Away" (Tony Banks/Phil Collins/Mike Rutherford) - 6:01
4. "Domino" (Tony Banks/Phil Collins/Mike Rutherford) - 11:34
5. "Conversations With 2 Stools" (Phil Collins/Chester Thompson) - 6:48
6. "Los Endos" (Tony Banks/Phil Collins/Steve Hackett/Mike Rutherford) - 6:24
7. "Tonight Tonight Tonight" (Tony Banks/Phil Collins/Mike Rutherford) - 3:49
8. "Invisible Touch" (Tony Banks/Phil Collins/Mike Rutherford) - 5:35
9. "I Can't Dance" (Tony Banks/Phil Collins/Mike Rutherford) - 6:11
10. "Carpet Crawlers" (Tony Banks/Phil Collins/Peter Gabriel/Steve Hackett/Mike Rutherford) - 6:00

## Medverkande

### Genesis
- Phil Collins - sång, trummor, percussion
- Tony Banks - keyboards, sång
- Mike Rutherford - bas, gitarr, sång

### Övriga musiker
- Daryl Stuermer - bas, gitarr
- Chester Thompson - trummor, percussion